# Оливейра-ди-Фатима

Оливейра-ди-Фатима на карте штата.

Оливейра-ди-Фатима (порт. Oliveira de Fátima) — муниципалитет в Бразилии, входит в штат Токантинс. Составная часть мезорегиона Западный Токантинс. Входит в экономико-статистический микрорегион Риу-Формозу. Население составляет  1 037 человек на 2010 год. Занимает площадь 205,850 км². Плотность населения — 5,04 чел./км².

## Демография
Согласно сведениям, собранным в ходе переписи 2010 г. Национальным институтом географии и статистики (IBGE), население муниципалитета составляет:
| Полное население                               | Полное население                               | Полное население                               | Полное население                               | 1 037 |
| ---------------------------------------------- | ---------------------------------------------- | ---------------------------------------------- | ---------------------------------------------- | ----- |
| в том числе:                                   | Городское население                            | 817                                            | Процент городского населения, %                | 78,78 |
|                                                | Сельское население                             | 220                                            | Процент сельского населения, %                 | 21,22 |
|                                                | Мужское население                              | 552                                            | Процент мужского населения, %                  | 53,23 |
|                                                | Женское население                              | 485                                            | Процент женского населения, %                  | 46,77 |
| Плотность населения, чел/км²                   | Плотность населения, чел/км²                   | Плотность населения, чел/км²                   | Плотность населения, чел/км²                   | 5,04  |
| Население муниципалитета в % к населению штата | Население муниципалитета в % к населению штата | Население муниципалитета в % к населению штата | Население муниципалитета в % к населению штата | 0,07  |

По данным оценки 2016 года население муниципалитета составляет 1 098 жителей.

## Статистика
- Валовой внутренний продукт на 2003 составляет 2.962.901,00 реалов (данные: Бразильский институт географии и статистики).
- Валовой внутренний продукт на душу населения на 2003 составляет 2.956,99 реалов (данные: Бразильский институт географии и статистики).
- Индекс развития человеческого потенциала на 2000 составляет 0,690 (данные: Программа развития ООН).

## Важнейшие населенные пункты
| № | Населённый пункт   | Населённый пункт (порт.) | Категория | Население чел. (2010) | На карте                        |
| - | ------------------ | ------------------------ | --------- | --------------------- | ------------------------------- |
| 1 | Оливейра-ди-Фатима | Oliveira de Fátima       | город     | 817                   | 10°42′33″ ю. ш. 48°54′26″ з. д. |